# 韋能能源嘉義義竹電廠
韋能能源嘉義義竹電廠位於臺灣嘉義縣義竹鄉，由韋能能源投資興建，該光電場利用布袋鹽場廢棄的第八區生產區架設太陽光電板，曾是臺灣裝置容量最大的鹽灘地太陽光電廠，目前已被台灣電力公司所興建的台南鹽田太陽光電場超越。

## 沿革

### 背景
布袋鹽場最早於臺灣清領時期即有產鹽紀錄，直到日治時期因日本當地產鹽成效不佳，將當時處於日本殖民地的臺灣發展有系統性的產鹽場與技術，使當時布袋成為臺灣鹽出口日本與中國大陸地區重要的進出商港。第二次世界大戰戰後布袋鹽場收歸國民政府所有，並劃分十個生產區，成為臺灣當時產量最大的鹽場，直到2001年因產鹽成本無法與進口鹽相比下，停曬廢場。

### 計畫
布袋鹽場停曬廢場後，以廢棄狀態閒置，後因近年中央政府推動能源轉型與再生能源發展政策，行政院於2016年10月27日核定「太陽光電2年推動計畫」，指示經濟部能源局盤點臺灣西南部地區各處荒廢鹽場，以做為民間企業投資興設地面式太陽光電場的參考，其中布袋鹽場的十個生產區中扣除國家級重要濕地、生態敏感區、與野鳥密集區等環保生態因素後，選出第八區與第九區共計102公頃的廢棄鹽田作為光電示範區。
經招標評選作業，第八區位於嘉義縣義竹鄉共計80公頃的廢棄鹽灘地由韋能能源與天泰能源以每度電售予台灣電力公司新臺幣2.6元、3.5元的價格得標。

### 施工
經土地變更程序完成後，韋能能源於2018年底進場施工，並招募近600名當地鄉民投入光電廠施工工作，然而當太陽光電場興設消息曝光後，引來環保團體質疑光電場周邊就是黑面琵鷺及多種候鳥重要棲息環境，縱使光電場不在保育溼地範圍內，但建設行為就會影響動植物棲息環境，經行政院農業委員會特有生物研究保育中心為期三年的紀錄，發現光電場開始動工後，周邊鳥數呈異常飆高，顯示鳥的聚集仍會受到施工翻土跟水位影響。
對此韋能能源縮減開發規模，保留近24公頃的廢棄鹽灘地作為生態緩衝保育區，並承諾將從完工商轉前至商轉20年之間，持續進行生態環境調查監測工作，並且也將與環保團體合作，紀錄光電廠周邊各種水鳥、候鳥，以及黑面琵鷺的遷徒路線等。並改造一部分保留之鹽田結晶池成為生態島，讓動植物進駐棲息，達成生態與光電結合的目標。

### 完工
2019年7月30日嘉義義竹電廠完成光電板架設，與台灣電力公司電網併聯成功，開始試運轉發電，光電場總計共裝設19.5萬片太陽光電板，裝置容量達70.2MW年發電量1.03億度，預計30年可發29.22億度電，可供應2.8萬戶家庭全年用電，約可減少6萬噸二氧化碳排放，換算之下每年可省下38萬公升的水資源，總投資金額達新臺幣25億元。
2019年9月16日韋能能源宣布嘉義義竹電廠正式完工商轉發電，而為兌現環保承諾，韋能能源公司委託中華民國野鳥協會及崑山科技大學定期針對光電場進行水質、土壤及生物進行監測。同年韋能能源宣布嘉義義竹電廠獲得德國萊因 IEC 62446-1 驗證標準臺灣第一座獲得該認證的太陽光電場。
韋能能源在光電場完工後同時設立臺灣第一座再生能源業者與NGO合作的生態教育展示館，定名為嘉義義竹綠能生態教育館，館內常設展包含布袋鹽田歷史人文、鳥類生態與綠電基本知識介紹等，免費提供民眾預約導覽參訪。
2020年嘉義義竹電廠獲得亞洲電力獎中「台灣年度最佳民營電廠獎」和「台灣年度最佳太陽能發電廠獎」兩個獎項。

## 設施

### 發電機組
| 光電板型號           | 太陽能發電類型 | 光電板數量（片） | 裝置容量（MW） | 商轉日期      | 狀態   |
| -------------------- | -------------- | ---------------- | -------------- | ------------- | ------ |
| 元晶公司製太陽光電板 | 地面式太陽光電 | 19.5萬片         | 70.2MW         | 2019年9月16日 | 商轉中 |